# Гатри (округ)
Га́три (англ. Guthrie County) — округ в США, штате Айова. На 2000 год численность населения составляла 11 353 человек. По оценке бюро переписи населения США в 2009 году население округа составляло 10 833 человек. Окружным центром является город Гатри-Сентер.

## История
Округ Гатри был сформирован 8 июля 1851 года.

## География
Согласно данным Бюро переписи населения США площадь округа Гатри составляет 1529 км².

### Основные шоссе
- Автострада 4
- Автострада 25
- Автострада 44
- Автострада 141

### Соседние округа
- Грин  (север)
- Даллас  (восток)
- Адэр  (юг)
- Одубон  (запад)
- Карролл  (северо-запад)

## Демография
По данным переписи населения 2000 года в округе проживало 11 353 жителей. Среди них 23,0 % составляли дети до 18 лет, 19,0 % люди возрастом более 65 лет. 50,0 % населения составляли женщины.
Национальный состав был следующим: 98,6 % белых, 0,3 % афроамериканцев, 0,1 % представителей коренных народов, 0,2 % азиатов, 2,2 % латиноамериканцев. 0,9 % населения являлись представителями двух или более рас.
Средний доход на душу населения в округе составлял $19726. 9,4 % населения имело доход ниже прожиточного минимума. Средний доход на домохозяйство составлял $48430.
Также 85,4 % взрослого населения имело законченное среднее образование, а 14,9 % имело высшее образование.